# マリンパーク山田
マリンパーク山田（マリンパークやまだ）は、岩手県山田町にかつて存在した遊園地である。
岩手県沿岸部唯一の遊園地で、園内にはドルフィンロック、スーパートマホーク、ツインドラゴン、観覧車、メリーゴーランドがあった。
一部の遊具は1987年に開催された'87未来の東北博覧会で使用されたものである。
小比類巻かほる、TOSHIがここでコンサートを行ったことがあり、その様子は上を通る国道45号からも見ることができた。
1992年に開催された三陸・海の博覧会の山田会場に組み入れられ、その年は29万人もの入場者を記録。
しかし、以後は不況や少子化などで減少傾向に転じ、累積赤字も増えたことから1999年3月に閉鎖された。
現在は鯨と海の科学館が残っている。

## 歴史
- 1988年4月30日オープン
- 1999年3月31日閉鎖